# Jingū
Emperatriz consorte Jingū (神功皇后 Jingū Kōgō?,  c. 169-269) fue una emperatriz consorte legendaria del Emperador Chūai y actuó como regente y líder "de facto" desde la muerte de su esposo en 209 hasta que su hijo el emperador Ōjin accediera al trono en 269.

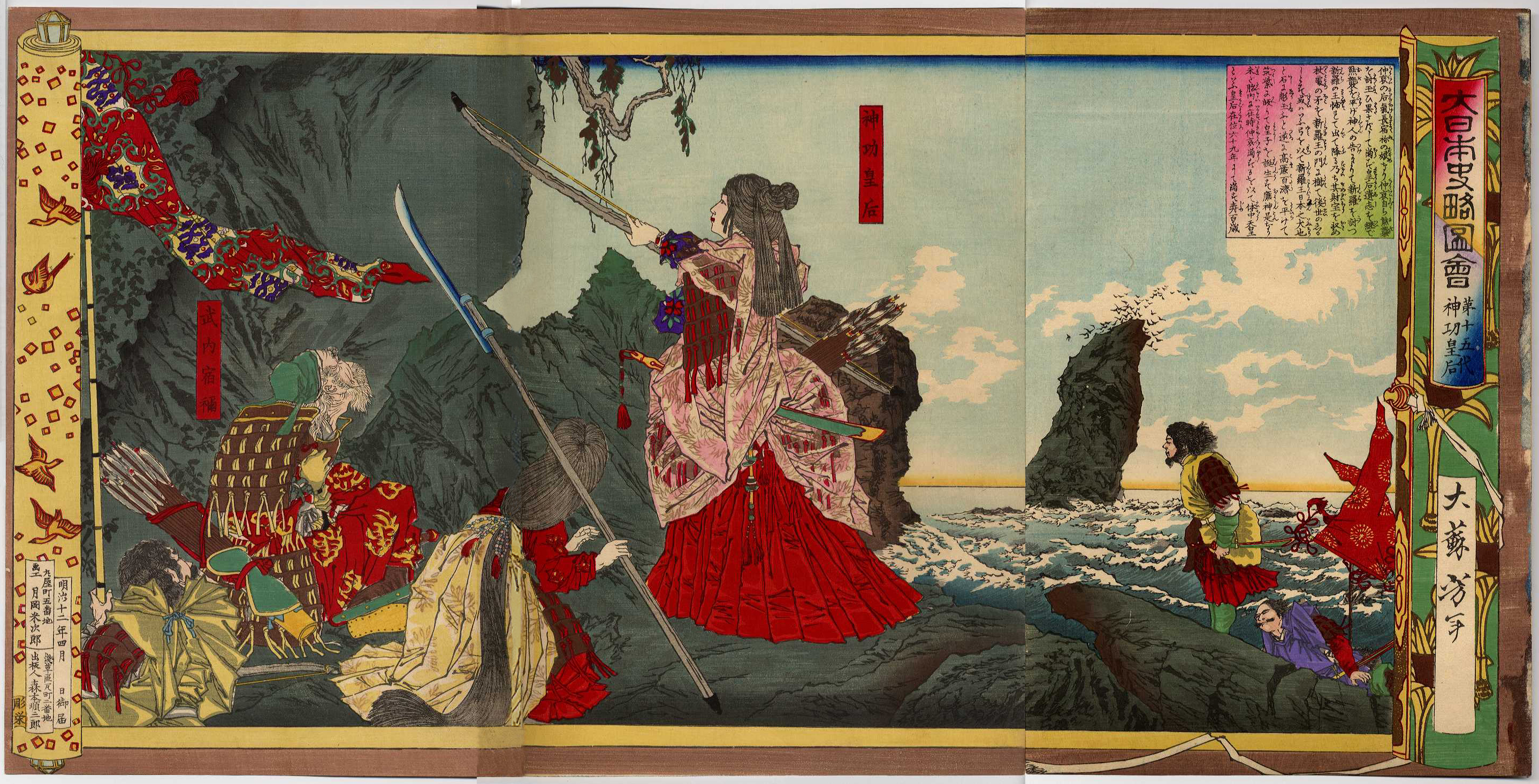
La emperatriz consorte Jingū llega a Corea. Pintura de 1880.

Según la leyenda, ella lideró un ejército en una invasión a Corea y regresó victoriosa a Japón después de tres años. Su hijo Ōjin nació después de su regreso.
La leyenda de la invasión de la península coreana por Jingū se basa en la interpretación tradicional japonesa de la estela Gwanggaeto, hallada en Manchuria, que proclamó el dominio de Goguryeo sobre Manchuria y la parte norte de Corea. Estudios minuciosos han revelado que esta interpretación tradicional fue basada en una conjetura, debido a que algunas cartas importantes se perdieron, y en contexto se puede correlacionar más con las regiones del sur de Goguryeo, Silla y Baekje. Baekje ha tenido relaciones muy estrechas con Japón, incluyendo intercambios entre las dos cortes.
Muchos historiadores, incluyendo eruditos japoneses, rechazan la leyenda de Jingū. La historia de su reinado pudo haber sido inventada para explicar el período de interregno entre 200 y 270 registrados en el Kojiki y el Nihonshoki.